# Mokrzyca, Tỉnh West Pomeranian
Mokrzyca [mɔˈkʂɨt͡sa] (trước đây là Albertinenhof của Đức) là một khu định cư ở khu hành chính của Gmina Chociwel, thuộc hạt Stargard, West Pomeranian Voivodeship, ở phía tây bắc Ba Lan. Nó nằm khoảng 5 kilômét (3 mi) phía tây bắc Chociwel, 26 km (16 mi) về phía đông bắc của Stargard và 49 km (30 mi) về phía đông của thủ đô khu vực Szczecin.
Trước năm 1945, khu vực này là một phần của Đức. Đối với lịch sử của khu vực, xem Lịch sử của Pomerania.
Khu định cư có dân số 53 người.